# Nyge-mätaren
Nyge-mätaren var en volymetrisk mätare i första hand konstruerad för uppmätning av mjölk i självbetjäningsbutiker. Mätaren konstruerades av uppfinnaren Gunnar Bengtsson (1898-1983) i Nyköping och tillverkades av Nygeverken där. Mätaren formsprutades i materialet akryl.
Kooperativa förbundet köpte mätarna för att kunna distribuera mjölk i självbetjäningsbutiker. Den första monterades i den nyöppnade konsumbutiken i Vällingby centrum 1956. Den andra i Råcksta centrum strax efter. Innan tillverkningen lades ner på grund av introduktionen av de nya mjölkförpackningarna från Tetrapak, så tillverkades några tusen mätare. Gunnar Bengtsson konstruerade också en gräddmätare för självbetjäning.